# Кюньяк, Франсуа де
Франсуа II де Кюньяк (фр. François de Cugnac; ум. 5 ноября 1615), сеньор де Дампьер, барон де Юиссо — французский генерал.

## Биография
Происходил из дома Кюньяков, старинного гиеньского рода, известного с XII века. Сын Франсуа I де Кюньяка (ум. 1546), сеньора де Дампьера, барона д'Имонвиля, и
Жанны д'Ави, дамы де Сен-Пер-Ави и де Юиссо.
Капитан ордонансовой роты из пятидесяти тяжеловооруженных всадников. 26 апреля 1589 получил жалование в качестве кампмаршала. Участвовал во всех походах Генриха IV, сражался в битвах при Арке, Иври, был при осадах Шартра, Нуайона и Руана, при сдаче Парижа в 1594 году. Участвовал в битве при Фонтен-Франсез в 1595 году, осаде Ла-Фера в 1596-м и Амьена в 1597-м. Был генеральным наместником губернаторства Орлеанне и государственным советником.
7 января 1595 был пожалован в рыцари орденов короля.
За несколько лет до смерти распорядился написать свой портрет со шпагой в одной руке и кошельком в другой, а на недоуменные вопросы ответил, что «это маленький трофей, который я захватил, и который, по крайней мере останется на картине, когда мои наследники все спустят: у меня в кофре есть сто тысяч экю, которыми я не обязан ни придворным милостям, ни своим должностям, и которые, тем не менее, не были взяты у народа; это результат выкупов за пленных, которых я брал в различных боях».

## Семья
1-я жена: Гаспарда де Букар, единственная дочь Франсуа, сеньора де Букара, и Мари де Мартини
Дети:
- Венсан-Анри (24.03.1577—7.07.1592)
- Франсуа III (ум. 1618), маркиз де Дампьер, генеральный наместник Орлеанне, штатный дворянин Палаты короля, корнет роты шеволежеров. Жена: Габриель Пупийон дю Рьо (1595—1625), дочь Андре Пупийона, сеньора дю Рьо

2-я жена (4.11.1593): Анн де Лу де Бовуар, дочь Кристофа де Лу, сеньора де Пьербрюна, и Клод Мален
Дети:
- Антуан IV (ум. 1666), маркиз де Дампьер, государственный советник. Жена: Мадлен дю Тексье, дама де Бри, дочь Амоса дю Тексье, сеньора де Бри, и Франсуазы Юро де Маре
- Поль (ум. 12.11.1611), мальтийский рыцарь
- Мари-Диана (ум. 1650). Муж (1609): Леонор де Рабютен, граф де Бюсси
- Эме. Муж: Клод де Патен, барон де Клеро
- Шарлотта (10.12.1597—10.12.1608), умерла в аббатстве Сен-Лоран в Бурже